# Aphanopleura leptoclada
Aphanopleura leptoclada là một loài thực vật có hoa trong họ Hoa tán. Loài này được (Aitch. & Hemsl.) Lipsky mô tả khoa học đầu tiên năm 1898.